# Mariano de Jesús Euse Hoyos
Blahoslavený Mariano de Jesús Euse Hoyos (14. října 1845, Yarumal – 13. července 1926, Angostura) byl kolumbijský římskokatolický kněz. Katolická církev jej uctívá jako blahoslaveného.

## Život
Narodil se 14. října 1845 jako nejstarší ze sedmi synů Pedra Euse a Rosalíe de Hoyos. Byl pokřtěn a biřmován už ve dvou letech. Příjmení Euse je francouzského původu z Normandie. Odtud Mariánův pradědeček emigroval. Jeho rodiče jej vzdělávali doma, protože nedůvěřovali veřejným školám. Oba byli velmi zbožní a tehdejší režim byl v nepřátelském postavení k církvi.
V 16 letech se rozhodl stát knězem. Roku 1869 ve věku 24 let vstoupil do Medellínského kněžského semináře a 14. července 1872 byl vysvěcen na kněze. Začal působit jako kaplan ve farnosti San Pedro, kde byl knězem jeho strýc Don Fermín. Roku 1875 zemřel jeho strýc a Mariano odešel do farnosti Yarumal a poté do Angostury. Zde se zasloužil o rekonstrukci farního kostela. Během válkykteré? byl několikrát nucen skrýt se v horách nebo v jeskyních. Mariano zůstal ve své funkci až do své smrti, byl vynikajícím a pečlivým knězem pro všechny své věřící. Chudí, kterým říkal „šlechtici Kristovi“, byli jeho oblíbenci. Provedl několik materiálních prací: dokončení farního kostela, vlastního domu, zvonice, poustevny Virgen del Carmen y de San Francisco a hřbitova. Tato díla velmi přispěla k probuzení a udržení křesťanského života věřících.
Onemocněl infekcí močového měchýře a silným zánětem prostaty. V polovině června 1926 již byl připoután na lůžku a 12. července dostal enteritidu. Zemřel 13. července 1926 a byl pohřben v kapli Virgen del Carmen.

## Proces blahořečení
Dne 2. dubna 1982 byl v diecézi Santa Rosa de Osos zahájen jeho proces blahořečení. Dne 3. března 1990 uznal papež sv. Jan Pavel II. jeho hrdinské ctnosti. Dne 26. března 1999 uznal zázrak uzdravení na jeho přímluvu. Blahořečen byl 9. dubna 2000.